# Nuortap Kavakjaure
Nuortap Kavakjaure är en sjö i Gällivare kommun i Lappland och ingår i Kalixälvens huvudavrinningsområde. Sjön har en area på 0,153 kvadratkilometer och ligger 512,1 meter över havet. Nuortap Kavakjaure ligger i Lina fjällurskog Natura 2000-område.

## Delavrinningsområde
Nuortap Kavakjaure ingår i det delavrinningsområde (749487-168062) som SMHI kallar för Utloppet av 749694-168027. Medelhöjden är 514 meter över havet och ytan är 17,68 kvadratkilometer. Det finns inga avrinningsområden uppströms utan avrinningsområdet är högsta punkten. Vattendraget som avvattnar avrinningsområdet har biflödesordning 3, vilket innebär att vattnet flödar genom totalt 3 vattendrag innan det når havet efter 338 kilometer. Avrinningsområdet består mestadels av skog (68 procent) och sankmarker (23 procent). Avrinningsområdet har 1,59 kvadratkilometer vattenytor vilket ger det en sjöprocent på 9 procent.